# Michael Soutsos
Michael Soutsos, född 1784, död den 24 juni 1864, var en grekisk diplomat.
Soutsos blev hospodar i Moldavien 1820, men slöt sig till Alexandros Ypsilantis och måste efter dennes nederlag 1821 fly till Ryssland. Då Höga Porten fordrade hans utlämnande, begav han sig 1822 på väg till Pisa, men blev anhållen i Österrike och fick under en längre tid dröja i Görz. Efter grekiska frihetskrigets slut var han efter vartannat Greklands sändebud i Paris, London och Sankt Petersburg.